# (269) Justitia
(269) Justitia – planetoida z pasa głównego asteroid okrążająca Słońce w ciągu 4 lat i 87 dni w średniej odległości 2,62 j.a. Została odkryta 21 września 1887 roku w Obserwatorium Uniwersyteckim w Wiedniu przez Johanna Palisę. Nazwa planetoidy pochodzi od Justitii, w mitologii rzymskiej bogini sprawiedliwości.